# Christopher Maltman
Christopher Maltman (*1970) es un barítono inglés particularmente aclamado como recitalista y como el Billy Budd de Benjamin Britten.

## Carrera
Graduado de la Universidad de Warwick en bioquímica, estudió en la Royal Academy of Music desde 1991 donde recibió clases de Sesto Bruscantini y Thomas Hampson y en 1997 ganó el premio Lieder de la Cardiff Singer of the World competition.
Como cantante de ópera ha actuado en el Festival de Glyndebourne, Metropolitan Opera (Papageno, Silvio (I Pagliacci), Harlekin (Ariadne auf Naxos)); en San Francisco Opera, Seattle, San Diego como Figaro (Il barbiere di Siviglia), Covent Garden, Bayerische Staatsoper, Salzburgo, Paris Opera y la Wiener Staatsoper.
Ha cantado con la Philharmonia Orchestra y Christoph von Dohnányi, BBC Symphony Orchestra con John Adams, Orchestra of the Age of Enlightenment con Sir Roger Norrington, London Symphony Orchestra con Simon Rattle, Nikolaus Harnoncourt, Dresden Staatskapelle , Boston Symphony Orchestra, Esa-Pekka Salonen, New York Philharmonic Orchestra y Kurt Masur, y con la Orquesta Sinfónica de Barcelona y Nacional de Cataluña bajo la dirección de Pablo González.
En recitales en Edinburgh, Buxton, Konzerthaus en Viena, Concertgebouw, Mozarteum de Salzburgo, Colonia, New York Carnegie Hall como en el Wigmore Hall de Londres.

## Discografía
- Albéniz: Merlin / Eusebio, Domingo, Alvarez
- Berlioz: Benvenuto Cellini / Norrington, Ford, Groop
- Britten: The Canticles / Bostridge, Daniels, Drake, Et Al
- Debussy: Songs / Christopher Maltman, Malcolm Martineau
- Elgar: Songs / Wyn Rogers, Mackie, Maltman, Et Al
- Handel: Giulio Cesare / Connolly, Kirchschlager, De Niese
- Mahler: Lieder eines fahrenden Gesellen, Zander
- Mozart: Così Fan Tutte, K 588 / Mackerras
- Schubert, Wolf, Debussy, Etc: Songs / Maltman, Drake
- The Songs Of Robert Schumann Vol 5 / Maltman, Johnson
- Strauss: The Complete Songs Vol 4 / Maltman, Miles, Vignoles